# Irvine Welsh
Irvine Welsh (* 27. září 1958, Edinburgh) je britský spisovatel píšící skotským pouličním dialektem. Nyní žije v Londýně. Napsal také několik divadelních her a režíroval několik krátkých filmů. V roce 2021 byla ve Spojeném království uvedena televizní adaptace jeho románu Crime jako 6dílný seriál.

## Životopis
Irvine Welsh se narodil v Leithu, přístavní čtvrti skotského hlavního města Edinburghu. Uvádí, že se narodil v roce 1958, ačkoli podle glasgowské policie je jeho rodný list datován kolem roku 1951. Když mu byly čtyři roky, přestěhovala se jeho rodina do Muirhouse v Edinburghu, kde bydleli v místních bytových domech. Jeho matka pracovala jako servírka. Jeho otec pracoval v docích v Leithu, dokud ho špatný zdravotní stav nepřinutil přestat, poté se stal prodavačem koberců; zemřel, když bylo Welshovi 25 let. Welsh opustil střední školu Ainslie Park High School, když mu bylo 16 let, a poté absolvoval kurz City and Guilds v oboru elektrotechniky. Vyučil se opravářem televizorů, dokud ho úraz elektrickým proudem nepřesvědčil, aby přešel na řadu dalších zaměstnání. V roce 1978 odešel z Edinburghu na londýnskou punkovou scénu, kde hrál na kytaru a zpíval ve skupinách The Pubic Lice a Stairway 13. V této době byl také krátce závislý na heroinu. Série zatčení za drobné trestné činy a nakonec podmíněný trest za demolování komunitního centra v severním Londýně inspirovaly Welshe k nápravě. Pracoval pro radu čtvrti Hackney a studoval výpočetní techniku s podporou Manpower Services Commission.
Koncem 80. let se Welsh vrátil do Edinburghu, kde pracoval pro městskou radu v bytovém oddělení. Poté studoval na Heriot-Watt University.
Od roku 2018, kdy se rozvedl se svou chicagskou manželkou, žije Welsh v Miami v USA. Předtím spolu žili ve čtvrti Lakeview, kde žil od roku 2009. Do té doby žil v irském Dublinu.
Welsh je nadšeným příznivcem fotbalového klubu Hibernian FC a skotské nezávislosti.

## Témata a styl

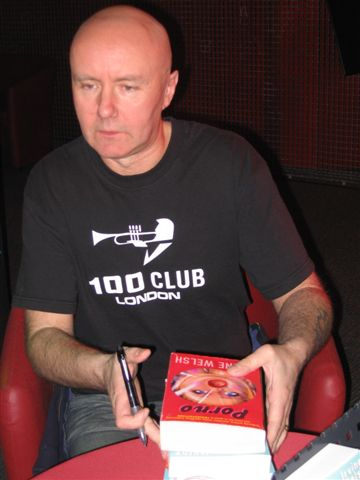
Irvine Welsh v roce 2006

Kromě zneužívání drog dominuje Welshově beletrii i literatuře faktu otázka dělnické třídy a skotské identity v období od 60. let 20. století do současnosti. V rámci toho zkoumá vzestup a pád systému obecního bydlení, odepření příležitostí, špatně placenou práci, nezaměstnanost, sociální pomoc, sektářství, fotbal, chuligánství, sex, potlačovanou homosexualitu, taneční kluby, svobodné zednářství, irský republikanismus, sodomii, třídní rozpory, emigraci a snad především humor, předsudky a axiomy Skotů.
Sam Leith ve Financial Times tvrdí, že: „Welsh se zabývá hříchem a spásou, uplatňováním svobodné vůle a individuální duší. Mnohem více než sociologie ho zajímá teleologie.“
Welshovy romány mají společné postavy, což vytváří dojem „sdíleného vesmíru“ v rámci jeho psaní. Například postavy z Trainspottingu se v epizodních rolích objevují v Acid House, Nočních můrách s čápem Marabu, Extázi, Špíně, Slušné jízdě a v o něco větší míře v Lepidle, jehož postavy se pak objevují v Pornu, Umělci na ostří nože či Kalhotách po mrtvém.
Welsh je známý tím, že píše ve svém rodném edinburském skotském dialektu. Obecně ignoruje tradiční konvence skotské literatury, které používají například Allan Ramsay, Robert Fergusson, Robert Burns, Robert Louis Stevenson nebo James Orr. Místo toho přepisuje dialekty foneticky.
Stejně jako před ním Alasdair Gray i Welsh experimentuje s typografií. V románu Špína je vnitřní monolog tasemnice vnucen přes vnitřní monolog hlavního hrdiny (hostitele červa), což viditelně znázorňuje nenasytný apetit tasemnice, podobně jako „vyvrcholení hlasů“ v Grayově románu 1982, Janine.

## Dílo

### Romány
- Trainspotting (1993)
- Barevnej svět (Acid House) (1994)
- Noční můra s čápem Marabu (1995)
- Extáze (1996)
- Sviňák (1998, v českém překladu také Špína[11])
- Lepidlo (2001)
- Porno (2002)
- Postelová tajemství mistrů kuchařů (2006)
- Heráci (2014)
- Pohlavní životy siamských dvojčat (2016)
- Slušná jízda (2017)
- Umělec na ostří nože (2018)
- Kalhoty po mrtvém (2019)
- The long knives (2022)

### Povídkové sbírky
Z povídkových sbírek zatím žádná nevyšla v českém překladu.
- The Acid House (1994)
- Ecstasy: Three Tales of Chemical Romance (1996)
- If You Liked School You'll Love Work (2007)
- Reheated Cabbage (2009)
- The Seal Club (2020 co-written with Alan Warner and John King)
- Seal Club 2: The View From Poacher's Hill (2023 co-written with Alan Warner and John King)

## Adaptace

### Filmy
- Trainspotting (1996)
- Acid House (1998)
- Irvine Welsh's Ecstasy (2011)
- Sviňák (2013)
- T2 Trainspotting (2017)
- Creation Stories (2021)

### Seriály

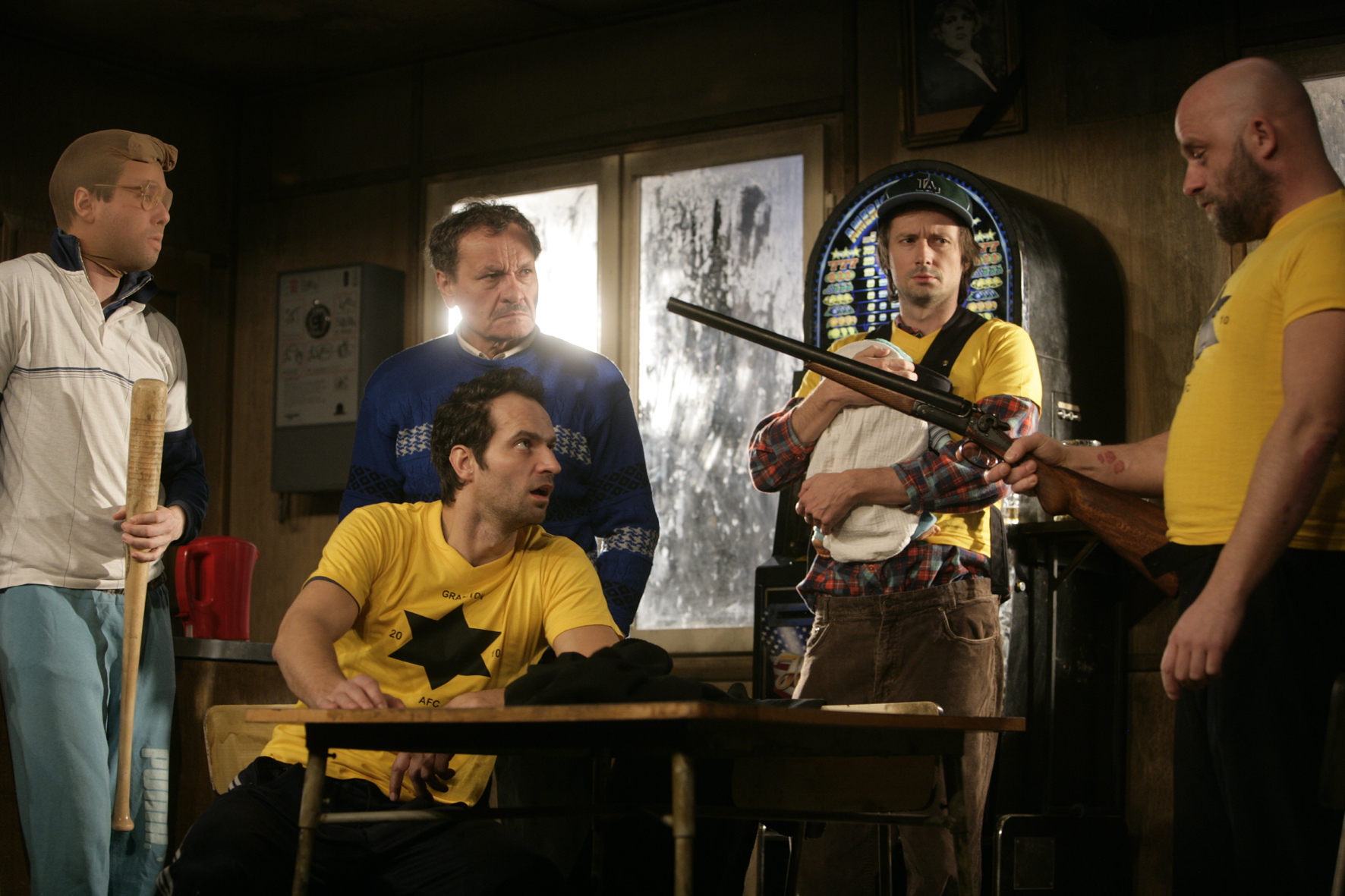
Divadelní hra Ucpanej systém v Dejvickém divadle podle Welshovy knihy Acid House

- Crime (2023)

### Divadelní hry
- Ecstasy
- Glue
- Filth
- Trainspotting
- Marabou Stork Nightmares[12]
- Ucpanej systém (2012)[13]

## Zajímavosti
V kultovních filmech Trainspotting a T2 Trainspotting měl spisovatel své cameo. V obou případech šlo dealera Mikeyho Forrestera.